# Chenopodium pallidicaule
La cañahua o cañihua (dal quechua: qañiwa) (Chenopodium pallidicaule Aellen, 1929), è una pianta della famiglia Amaranthaceae.

## Descrizione
Simile nella sua apparenza alla quinua, è una pianta erbacea, annuale la cui altezza va dai 2 ai 9 dm e risulta molto ramificata. Presenta gambi, foglie e infiorescenze coperte da vescicole bianche o rosa.
Ha importanti caratteristiche tra le quali un'alta tolleranza alle crescita in alta montagna ed un alto contenuto di proteine e basso contenuto di glucidi nei suoi grani.
Il suo uso domestico non è ancora diffuso in quanto i grani giungono a maturazione in periodi diversi.